# Stand by Me (canción de Oasis)
«Stand by Me» es una canción de la banda de rock inglesa Oasis, escrita por el guitarrista principal de la banda, Noel Gallagher. Fue el segundo sencillo lanzado de su tercer álbum Be Here Now. Logró estar en segunda posición en las listas de Reino Unido.
Para estos tiempos, aunque Be Here Now se había lanzado y fue recibido con frías y duras críticas por parte de críticos musicales, se admitió que "Stand By Me" fue una sobresaliente canción de ese álbum. No fue exactamente una canción indulgente hasta que el grupo sacó una aclamada versión acústica del tema, que fue emitida por los canales de música, mostrando así, a Noel, Liam Gallagher y al baterista Alan White sentados junto a una piscina, con Liam encargado en cantar, Noel con la guitarra acústica y White con una pandereta.
Como dato curioso podemos decir que Noel escribió la canción en 1990, antes de que se uniera a Oasis. Al mudarse por primera vez a Londres enfermó por comer comida contaminada. Su madre, Peggy, lo llamaba constantemente para saber si se estaba alimentando bien. Esto hizo que él empezara a cocinar su propia comida. Noel dice que la primera línea de la canción "Made a meal and threw it up on Sunday/I've got a lot of things to learn" - vino a su cabeza cuando estaba tirado en el piso y de pronto cogió un lapicero y empezó a escribir las letras de la canción.

## Lista de canciones
CD sencillo (CRESCD 278)

| N.º   | Título              | Duración |  |
| 1.    | «Stand By Me»       | 5:55     |  |
| 2.    | «(I Got) The Fever» | 5:14     |  |
| 3.    | «My Sister Lover»   | 5:58     |  |
| 4.    | «Going Nowhere»     | 4:41     |  |
| 21:48 |                     |          |  |

Vinilo de 12" (CRE 278T)

| N.º   | Título              | Duración |  |
| 1.    | «Stand By Me»       | 5:55     |  |
| 2.    | «(I Got) The Fever» | 5:14     |  |
| 3.    | «My Sister Lover»   | 5:58     |  |
| 17:07 |                     |          |  |

Vinilo de 7" (CRE 278), Sencillo en CD Europa (HES 664999 1), Casete (CRECS 278), Vinilo promocional de 12" (CTP 278), CD promocional Reino Unido (CCD 278X)

| N.º   | Título              | Duración |  |
| 1.    | «Stand By Me»       | 5:55     |  |
| 2.    | «(I Got) The Fever» | 5:14     |  |
| 11:09 |                     |          |  |

CD promocional (CCD 278)

| N.º  | Título        | Duración |  |
| 1.   | «Stand By Me» | 5:59     |  |
| 5:59 |               |          |  |

CD promocional Francia (SAMPCS 4621)

| N.º  | Título               | Duración |  |
| 1.   | «Stand By Me» (Edit) | 4:50     |  |
| 4:50 |                      |          |  |

- Datos: Q2727021